# Centromerus subalpinus
Centromerus subalpinus är en spindelart som beskrevs av Roger de Lessert 1907. Centromerus subalpinus ingår i släktet Centromerus och familjen täckvävarspindlar. Inga underarter finns listade i Catalogue of Life.